# Maurice Ohana
Pour les articles homonymes, voir Ohana.
Maurice Ohana, né le 12 juin 1913 à Casablanca et mort le 13 novembre 1992 à Paris, est un compositeur français.

## Biographie et approche musicale
Initié par sa mère au cante jondo andalou, il écoute aussi, enfant, les improvisations des musiciens berbères au Maroc : ces premiers contacts avec la musique l'influenceront durablement. Après avoir reçu un début de formation musicale à Barcelone (1927-1931), il s'installe à Paris, où, tout en étudiant l'architecture, il travaille le piano avec Lazare-Lévy, le contrepoint et l'harmonie avec Daniel-Lesur. Après la guerre, à laquelle il participe sous l'uniforme britannique (Afrique, Égypte), il se retrouve en 1944 à Rome, où il devient l'élève et l'ami du compositeur Alfredo Casella et découvre la jeune école italienne. C'est alors qu'il compose ses premières œuvres (1944-1946). 
De retour à Paris en 1946, il participe à la fondation du groupe « Zodiaque », qui se donne comme manifeste la défense de la liberté de langage contre toutes les « tyrannies artistiques », visant en particulier le dogmatisme de la musique sérielle. C'est dans cet esprit d'indépendance qu'est créée, en 1950, une de ses œuvres majeures, le Llanto por Ignacio Sánchez Mejías, influencé à la fois par Manuel de Falla et le cante jondo espagnol. Il poursuit l'élaboration de son langage personnel, marqué à la fois par un refus de tout intellectualisme et une fidélité à la tradition espagnole et aux rythmes africains, qui s'exprime notamment dans les Cantigas (1953-1954), et les Études chorégraphiques pour percussion (1955). Poursuivant son exploration de l'univers sonore, il mène des recherches sur les micro-intervalles (quarts de tons, tiers de tons), qu'il utilise notamment dans le Tombeau de Debussy (1962). 
Le micro-tempérament en tiers de ton (utilisé notamment dans le Tombeau de Debussy) est celui qu'il privilégiera tout particulièrement. Il répond pour lui à une recherche de sonorités d'un tempérament perdu renvoyant à l'imaginaire de l'antiquité. En effet, le tempérament en tiers de tons, étant dépourvu de demi-tons, se démarque par la singularité de ses sonorités par rapport à l'intervalle en quart de tons. Par ailleurs les cithares en tiers de tons se caractérisent par un son plus cristallin au regard de celui en quart de ton. En outre, le tempérament en tiers de tons préserve la structure de la gamme par ton, fétiche de Debussy, qui est l'un des compositeurs les plus marquants dans les influences d'Ohana. Ce qui a sans doute renforcé l'affection d'Ohana pour ce tempérament aux dépens de celui en quart de ton,.
Cris, pour chœur a cappella (1968), marqué par l'expérience de la musique électroacoustique, constitue une nouvelle étape de son activité créatrice, bientôt suivie d'œuvres majeures comme les Vingt-quatre Préludes pour piano — hommage à Chopin — créés par le pianiste Jean-Claude Pennetier en 1973, L'Anneau du Tamarit pour violoncelle et orchestre, inspiré par le poète Federico García Lorca (1976), les Lys de madrigaux pour voix de femmes et ensemble instrumental, ou la Messe (créée au festival d'Avignon en 1977), qui cherche à renouer avec la liturgie des premiers temps chrétiens. 
La musique de Maurice Ohana, qui puise ses sources dans la tradition ibérique et nord-africaine tout en ayant recours à des modes d'expressions résolument contemporains (micro-intervalles, électroacoustique), est celle d'un indépendant et l'une des plus originales de notre temps.
Maurice Ohana est parmi les compositeurs contemporains ayant écrit des œuvres pour clavecin.

## Œuvres principales
Maurice Ohana a composé une centaine de pièces, dans tous les genres musicaux dont une partie des partitions est éditée par les éditions Billaudot.
- Llanto por Ignacio Sanchez Mejias, 1950[5].
- Cantigas, 1953-1954 : I. Cantiga de los Reyes Magos (Cantiga des Rois Mages) ; II. Cantiga del Destierro (Cantiga de l'Exil) ; III. Cantiga de Vela (Cantiga de Veille) ; IV. Cantiga del Azahar (Cantiga de la Fleur d'Oranger) ; V. Cantiga de la Noche Santa (Cantiga de la Nuit Sainte) ; VI. Cantiga del Nacimiento (Cantiga de la Nativité). Dédicace : à José Bergamín (I), Sergio de Castro (II), Rafael Alberti (III), Isabel et Fernando Pereda (V), Octavio Paz (VI).
- Tiento pour guitare, 1955.
- Études chorégraphiques pour percussion, 1955.
- Concertino pour trompette et orchestre, 1957.
- Trois Graphiques pour guitare et orchestre, 1957.
- Récit de l'an zéro, sur un poème de Georges Schehadé, 1959.
- Histoire véridique de Jacotin, conte radiophonique, Prix ITALIA, 1961.
- Tombeau de Claude Debussy, 1961-1962, créé en 1962 par Geneviève Roblot, Monique Rollin, Christian Ivaldi avec l'orchestre de chambre de l'ORTF sous la direction d'André Girard[6]
- Cinq Séquences, pour quatuor à cordes, 1963.
- Si le jour paraît… pour guitare à dix cordes, 1963-1964.
- Signes pour ensemble instrumental, 1965.
- Syllabaire pour Phèdre, opéra, 1966-67.
- Chiffres de clavecin, pour clavecin et orchestre, 1967-1968, dédiée à Élisabeth Chojnacka, créé le 8 juin 1969 par la dédicataire, l'orchestre de chambre de Lausanne sous la direction de Jean-Claude Casadesus[7].
- Cris, pour chœur a cappella, 1968.
- Silenciaire pour percussions et cordes, 1969, créé le 6 septembre 1969 par les Percussions de Strasbourg, les Lucerne festival strings, sous la direction de Rudolf Baumgartner[8].
- Vingt-quatre Préludes pour piano, 1973.
- L'Office des Oracles, 1974.
- Noctuaire, 1975.
- Sacral d'Ilx, 1975.
- Anneau du Tamarit, pour violoncelle et orchestre, 1976.
- Lys de madrigaux, 1976.
- Messe, 1977.
- Trois Contes de l'honorable fleur, 1978.
- Livre des Prodiges, 1978-79
- Quatuor à cordes no 2, 1980.
- Concerto pour piano, 1981
- Cadran lunaire pour guitare à 10 cordes, 1981-1982.
- Deux pièces pour clavecin (Wamba et Conga), 1982-83.
- Dies solis, pour quatre chœurs et percussions, 1983.
- Lux noctis, pour quatre groupes vocaux, 1983.
- Douze études d'interprétation, pour piano, 1982-1985.
- Kypris, 1983-85.
- La Célestine, opéra, 1982-87.
- Tombeau de Louise Labé, pour douze voix solistes et violoncelle, 1990.
- Concerto pour violoncelle, 1990
- Avoaha, 1991.

## Musiques de films
- 1958 : Goha de Jacques Baratier
- 1960 : La Blessure d'Edmond Lévy (court-métrage)
- 1962 : Font-aux-cabres (fresque dramatique d'après Félix Lope de Vega), téléfilm de Jean Kerchbron
- 1961 : Les Dents du singe de René Laloux (court-métrage d'animation)
- 1967 : Le Rouge et le Bleu de Claude Jaeger (court-métrage documentaire)